# Плетеневский сельсовет (Московская область)
Плетеневский сельсовет — упразднённая административно-территориальная единица, существовавшая на территории Московской губернии и Московской области до 1954 года.
Плетеневский сельсовет был образован в первые годы советской власти. По данным 1918 года он входил в состав Тимоновской волости Дмитровского уезда Московской губернии.
В 1923 году к Плетеневскому с/с был присоединён Лебедевский с/с.
По данным 1926 года в состав сельсовета входили сельцо Сальницы, деревни Буславль, Волохово, Плетенево и Пыхалово, а также хутор и Тимоновская больница.
В 1929 году Плетеневский с/с был отнесён к Дмитровскому району Московского округа Московской области. При этом к нему был присоединён Бешенковский с/с.
17 октября 1951 года к Плетеневскому с/с был присоединён Думинский сельсовет.
10 апреля 1953 года из Плетеневского с/с в Якотский с/с было передано селение Сальницы.
14 июня 1954 года Плетеневский с/с был упразднён. При этом его территория вошла в Якотский с/с.